# بيت جيرين
بيت جيرين (بالإنجليزية: Pete Geren)‏ (و. 1952 – م) هو سياسي، ومحام من الولايات المتحدة الأمريكية .
وهو عضو في الحزب الديمقراطي الأمريكي .

## التعليم
تعلم في معهد جورجيا التقني، وجامعة تكساس، أوستن.